# نبرد سنجار (۲۰۱۴)
نبرد سنجار(شنگال) به نبردهای فشرده‌ای گفته می‌شود که بین شبه نظامیان داعش و نیروهای کرد رخ داد که منجر به کشته  و آواره شدن تعداد زیادی از مردم سنجار و سقوط این شهر توسط نیروهای داعش شد.

## آغاز نبرد
سنجار شهری در استان نینوای عراق است که بیشتر ساکنان آن مردمان ایزدی‌ هستند.
درصبح روز ۳ آگوست نیروهای داعش به شهر سنجار یورش بردند و توانستند در مدت زمان اندکی کل شهر را تسخیر کنند.
به گفته سازمان ملل متحد، هزاران نفر از پناهندگان از شهر اخراج شدند و در مکان‌های فاقد امکانات اولیه پناه گرفتند.
در زمان حمله داعش به شهر شنگال ارتش عراق از شهر عقب نشینی کرده و فرصت تصرف شهر برای داعش را فراهم نمودند. 

## واکنش‌ها
آمریکا اعلام کرد که مستشاران بیشتری به عراق می‌فرستد. با ادامهٔ جنگ و پیشروی داعش به سوی اربیل، باراک اوباما دستور حملهٔ هوایی به نیروهای داعش را صادر کرد.
همچنین نیروهای آمریکایی تسلیحات و غذا به کردستان عراق ارسال کردند هرچند که به گفتهٔ عده‌ای از امدادگران کمک‌های غذایی و دارویی کم بوده و فقط جنبه تبلیغاتی داشته.
انگلیس، کانادا، فرانسه و آلمان اعلام کردند که حاضر به کمک به کردستان در جنگ با داعش هستند.

## پشتیبانی هوایی عراق
ارتش عراق هم با بمباران نیروهای داعش راه را برای پیشروی کردها هموار کرد.
این اقدام گامی مهم برای جلب نظر کردها برای همکاری با دولت مرکزی بود.

## فاجعه انسانی
این نبرد موجب آوارگی شهروندان سنجار از شهر شد زیرا طبق ایدئولوژی داعش آن‌ها کافر هستند و قتلشان واجب است.
در طول تسخیر سنجار بیش از ۵۰۰۰ ایزدی کشته، ۵۰۰۰۰ آواره و حدود ۵۰۰۰ نفر شامل تعدادی از دختران و زنان جوان ایزدی همچون غنایم جنگی به اسارت نیروهای داعش درآمدند.سازمان ملل اعلام کرد که آنچه که توسط داعش در سنجار رخ داده جنایت جنگی است.

## آزادی سنجار
نیروهای پیشمرگه که از صبح روز شنبه ۲۰ دسامبر ۲۰۱۴ عملیاتی را تحت نظارت مستقیم شخص «مسعود بارزانی» رئیس منطقه کردستان عراق در «سنجار» واقع در استان «نینوا» آغاز کرده‌اند، موفق شدند، وارد این منطقه که تحت سیطره داعش بود، شوند.
یک مقام بلندپایه نیروهای پیشمرگه در گفتگو با پایگاه خبری «وردنا» گفت که عملیات گسترده صبح روز شنبه ۲۰ دسامبر تحت نظارت مستقیم شخص بارزانی صورت گرفت. این در حالی بود که طی چند روز گذشته، نیروهای پیشمرگه مجموعه حملاتی را علیه مواضع داعش در محورهای «زمار» و «سنجار» انجام داده و موجب عقب‌نشینی شماری از افراد داعش شده بودند.
البته تاکنون نیز هنوز قسمت‌هایی از شنگال تحت کنترل داعش بوده، قسمت‌هایی از مناطقی آزاد شده در اختیار نیروهای پیشمرگه و قسمت‌هایی نیز تحت کنترل کردهای ایزدی تحت امر پ.ک.ک است.
در 17 اکتبر سال 2017 پس از خیانت حزب اتحادیه میهنی به کردها و واگذاری شهر کرکوک به ارتش عراق و حشدالشعبی نیروهای پیشمرگه از تمامی مناطق مورد مناقشه از جمله شنگال عقب نشینی کردند. 